# Csendes-óceáni fehérsávos delfin
A csendes-óceáni fehérsávos delfin vagy csendes-óceáni delfin (Lagenorhynchus obliquidens) az emlősök (Mammalia) osztályának párosujjú patások (Artiodactyla) rendjébe, ezen belül a delfinfélék (Delphinidae) családjába tartozó faj.

## Rendszertani besorolása és kifejlődése
Ez a delfinfaj és a sötét delfin (Lagenorhynchus obscurus) törzsfejlődéses (philogenesis) alapon rokonok, azaz egy közös őstől származnak. Egyes kutató egyazon fajnak véli a két delfint; az alaktani és kifejlődési történetünk azonban mégis megkülönbözteti. Ez a két tengeri emlős körülbelül 3-1,9 millió évvel ezelőtt válhatott szét. A mitokondriális citokróm-b gén újabb keletű vizsgálatával kimutatták, hogy a hagyományos leírás szerinti Lagenorhynchus cetnem nem tekinthető monofiletikus csoportnak. Sőt ez a két delfinfaj, inkább testvértaxonja a Cephalorhynchus nembéli delfineknek.

## Előfordulása
A sarki áramlások befolyásolta hideg vizektől délre és a trópusoktól északra terjedt el. Az Alaszkai-öbölben és a Kamcsatka-félsziget déli részénél gyakori, de a Bering-tengerből hiányzik. Főként nyílt tengeri, a kontinentális peremektől távol él, a partok közelében csak a mély vizű tengeri árkoknál fordul elő. Évszakosan vándorolhat észak-dél irányban, vagy a nyílt vizek, illetve partok között (télen a partok felé vagy délre mozognak), de egyes populációk egész évben egy helyben maradnak.

## Képgaléria

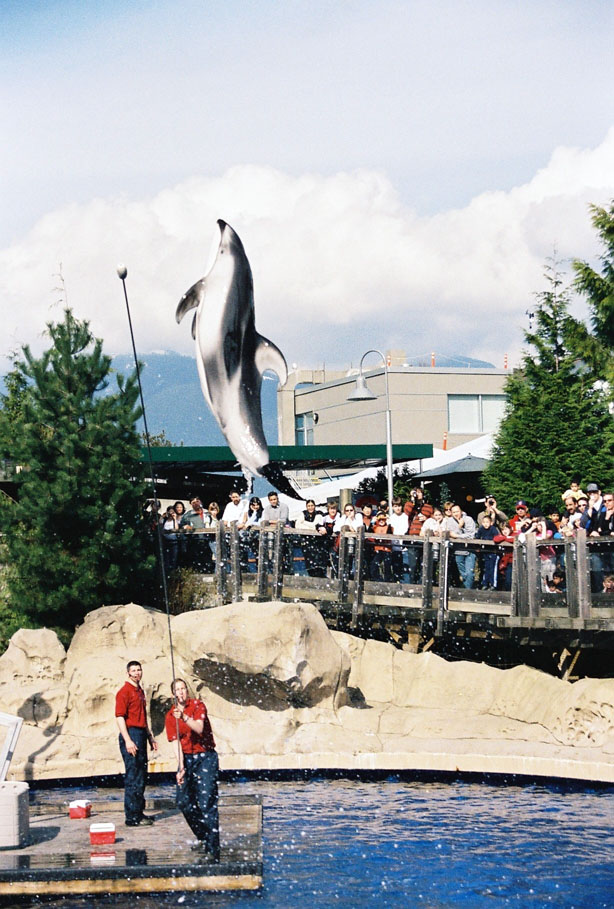
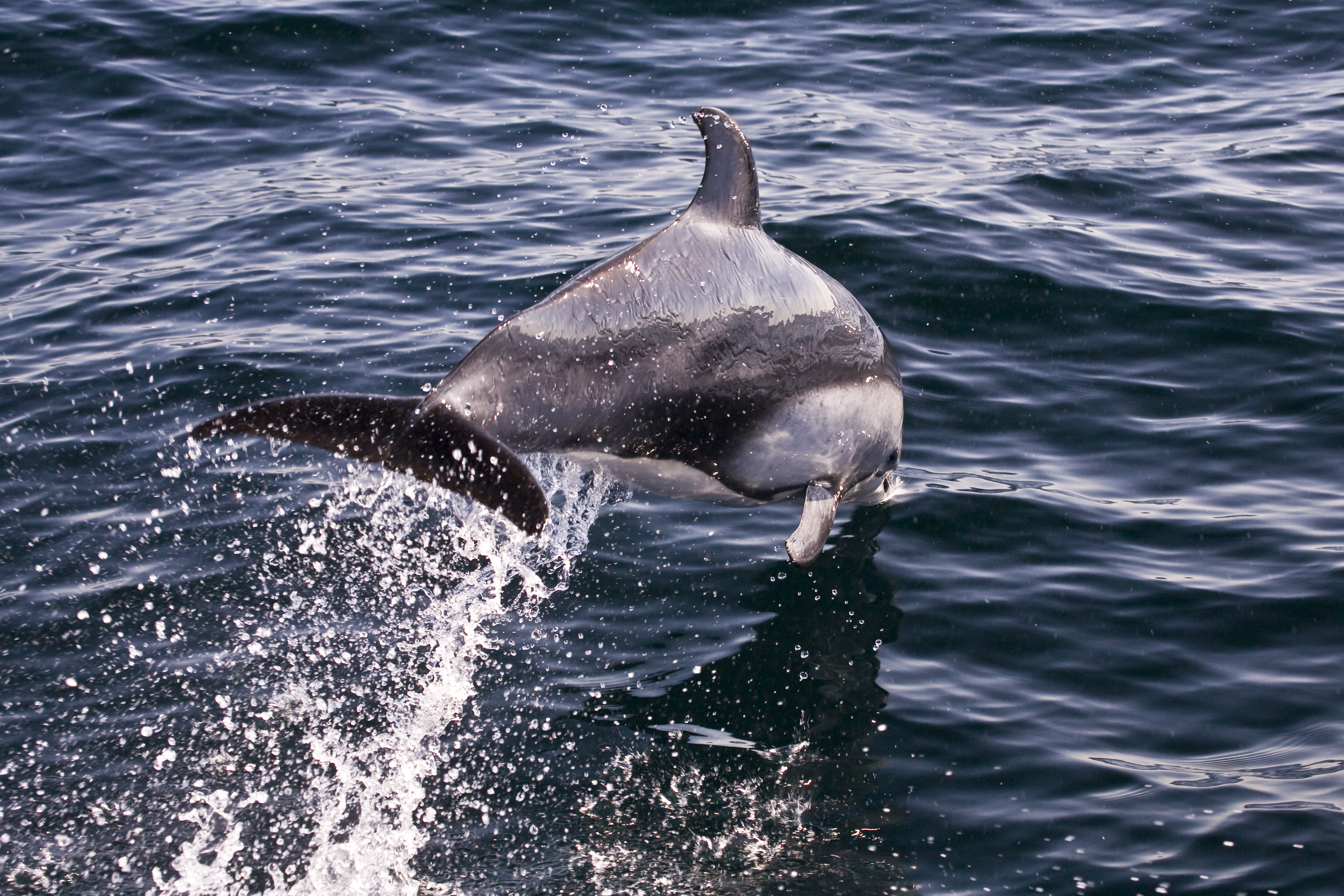
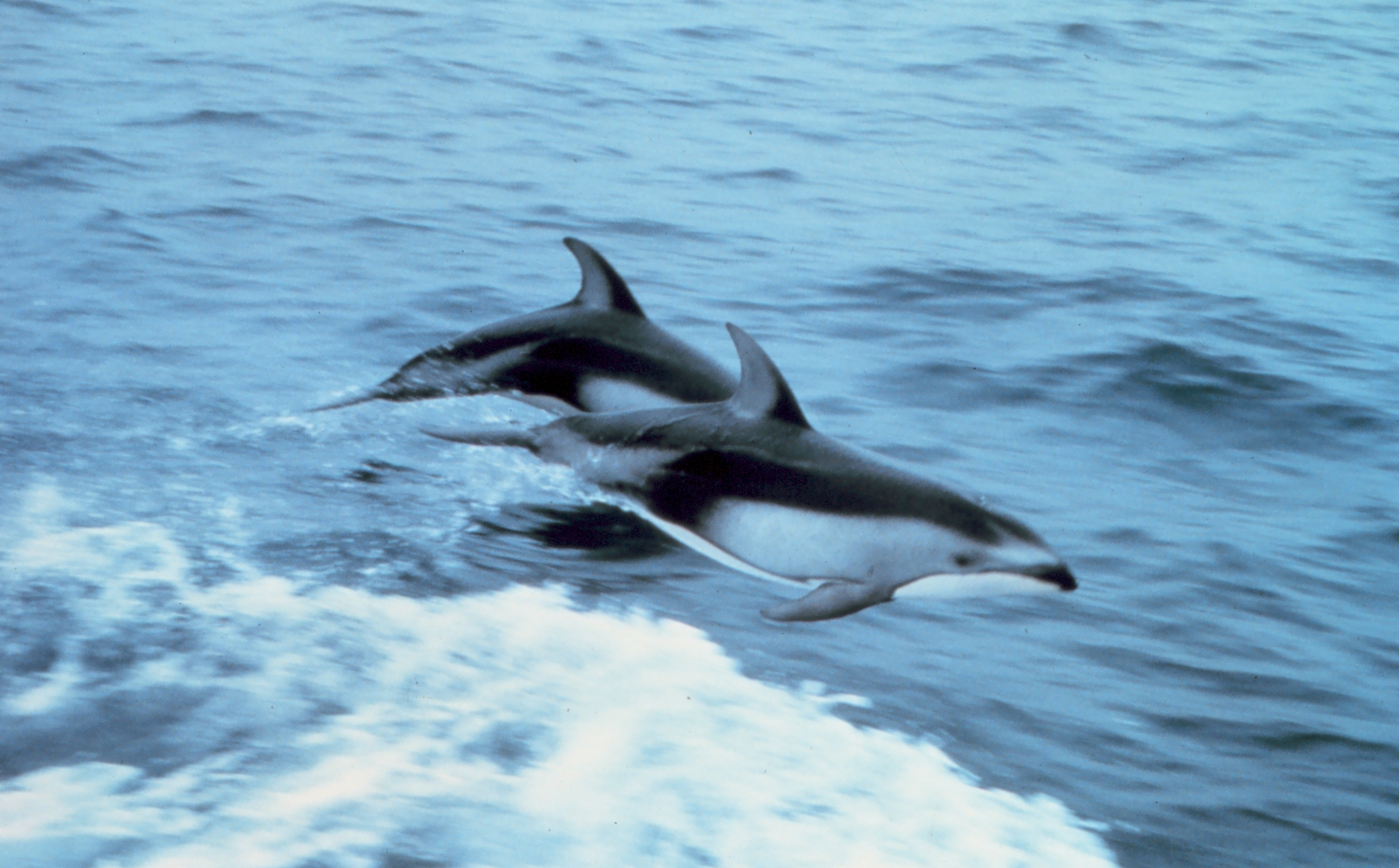
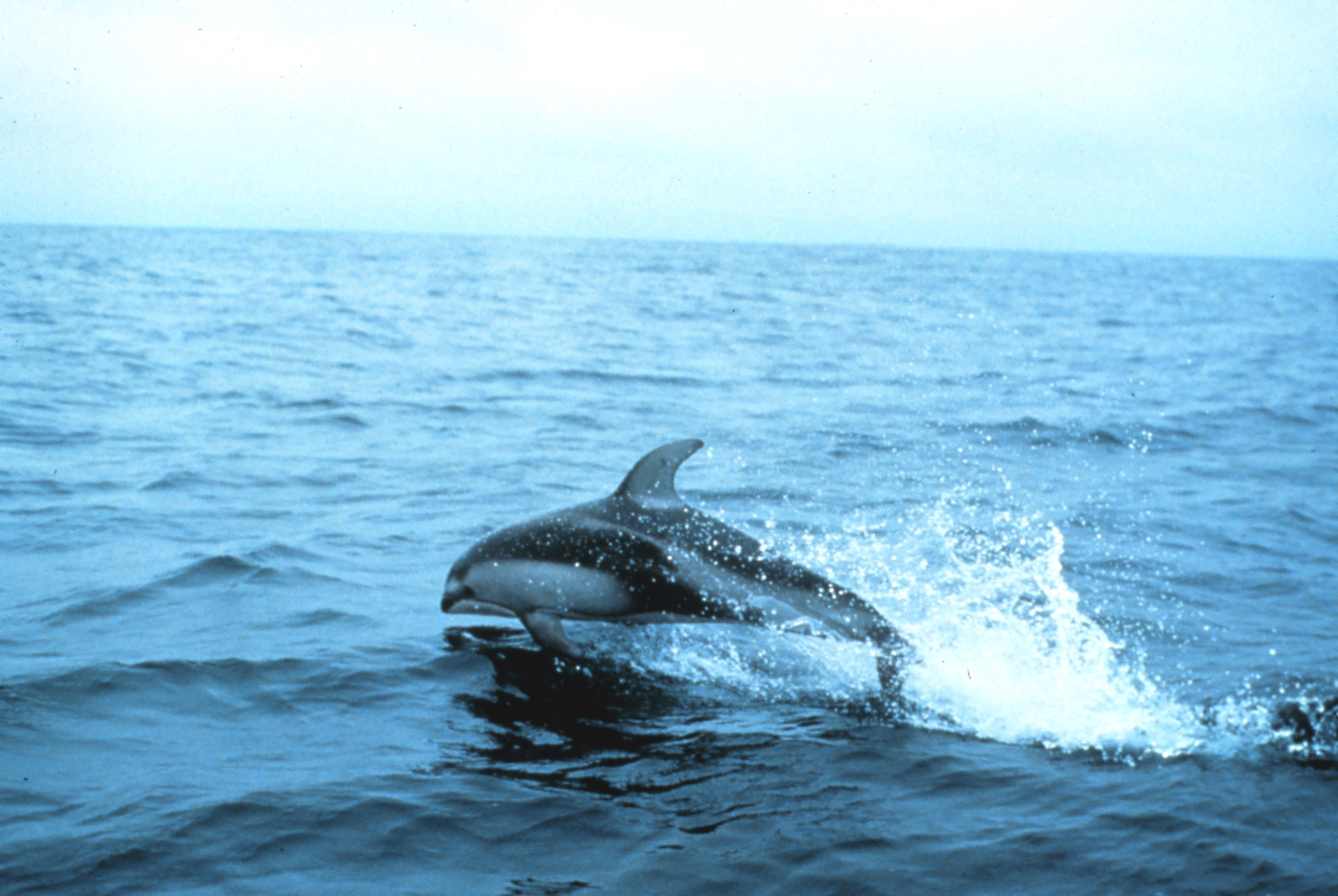
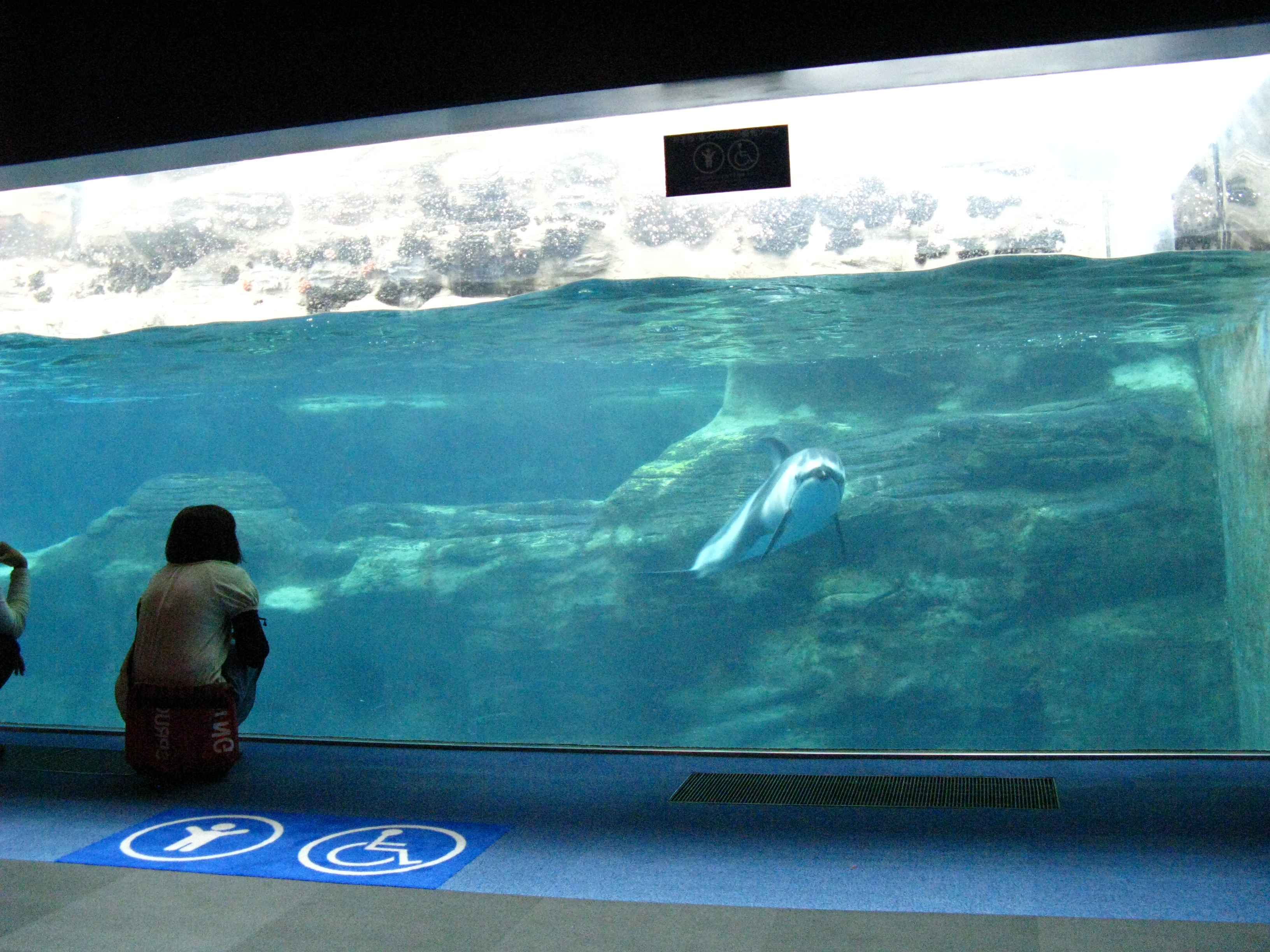

## Megjelenése
Testhossza 1,7-2,4 méter, testtömege 85-150 kilogramm. Rendkívül bizalmas természetű. Nagy rajai annyira felkavarják a vizet, hogy az még sokáig tajtékzik utánuk. Testmintázatuk egyedenként nagyon változó, és kevésbé jellegzetes a fiatal állatokon. Nagyon hasonlítanak a sötét delfinekhez, de elterjedési területük nem fedi egymást. Gyors úszás közben a csendes-óceáni delfinek vízsugarat húznak maguk után, ezért messziről összetéveszthetők a Dall-disznódelfinnel. Legtöbbször a közönséges delfinnel keverik össze, de annál rövidebb az arcorra, és nincs az oldalán homokóra-rajzolat.

## Életmódja
Nagyon mozgékony, mutatós állat, rengeteget fröcskölődik. Gyakran ugrik, néha megpördül a levegőben, és egy teljes hátrabukfencet végez, majd egyik oldalára vagy a hasára érkezik vissza. Gyorsan, erőteljesen úszik, gyakran delfinúszással halad. Élvezettel lovagol a hullámokon, a járművek sodorvizében és orrvizében, gyakran a semmiből tűnik elő. Amikor nagyon közel úszik a felszínhez és csak a hátúszója látszik, megjelenése cápaszerű. Nagy rajai táplálkozás közben kisebbekre szakadhatnak, de aztán újra egyesülnek. Gyakran társul más cetfajokhoz, de még fókák társaságában is látható. Rendkívül kíváncsi, az álló csónakokat is megközelíti. Átlagos csoportmérete 1-2000 példányból áll, de a part közelében kisebb csoportok találhatók. Tápláléka csontos halakból és fejlábúakból áll.

## Szaporodása
Az újszülött mérete 80 centiméter, tömege körülbelül 25 kilogramm.